# Санчес, Лусиано
Лусиано Федерико Санчес (исп. Luciano Federico Sánchez; род. 25 января 1994, Гуаймальен, Мендоса) — аргентинский футболист защитник клуба «Архентинос Хуниорс».

## Клубная карьера
Санчес — воспитанник клуба «Индепендьенте Ривадавия». 6 июня 2015 года в матче против «Ювентуд Унида» он дебютировал в Примера B Насьональ. 16 июля 2017 года в поединке против «Вилья Далмине» Лусиано забил свой первый гол за «Индепендьенте Ривадавия». В 2022 году Санчес перешёл в «Архентинос Хуниорс». 3 мая в матче против «Платенсе» он дебютировал в аргентинской Примере. 7 октября в поединке против «Лануса» Лусиано забил свой первый гол за «Архентинос Хуниорс». 